# عشق آباد 2 (مسرحية)
عشق آباد 2 أو أخبار عشق آباد في شؤون الحب والوداد 2 (بالفرنسية: Ichkabad 2)‏ مسرحية تونسية من إخراج خولة الهادف وإنتاج التياترو عام 2008.